# خانه‌های بریم شماره ۲۳۸
خانه‌های بریم شماره ۲۳۸ مربوط به دوره پهلوی دوم است و در آبادان، منطقه مسکونی بریم، پلاک ۲۳۸ واقع شده و این اثر در تاریخ ۳۰ بهمن ۱۳۸۶ با شمارهٔ ثبت ۲۱۲۱۹ به‌عنوان یکی از آثار ملی ایران به ثبت رسیده است.